# Машимантонио (Терамо)
Машимантонио (итал. Mascimantonio) је насеље у Италији у округу Терамо, региону Абруцо.
Према процени из 2011. у насељу је живело 25 становника. Насеље се налази на надморској висини од 396 м.